# Pamal Navil, Oxchuc
Pamal Navil är en ort i Mexiko.   Den ligger i kommunen Oxchuc och delstaten Chiapas, i den sydöstra delen av landet, 800 km öster om huvudstaden Mexico City. Pamal Navil ligger 2 186 meter över havet och antalet invånare är 215.
Terrängen runt Pamal Navil är huvudsakligen kuperad. Pamal Navil ligger uppe på en höjd. Runt Pamal Navil är det glesbefolkat, med 16 invånare per kvadratkilometer. Närmaste större samhälle är Chanal, 8,9 km söder om Pamal Navil. I omgivningarna runt Pamal Navil växer huvudsakligen savannskog.